# مرضیه بدرقه
مرضیه بدرقه (زادهٔ ۲۷ بهمن ۱۳۵۷) یک بازیگر سینما ، تئاتر و تلویزیون اهل ایران است.